# Guido Andreozzi
Guido Andreozzi (ur. 5 sierpnia 1991 w Buenos Aires) – argentyński tenisista.

## Kariera tenisowa
Zawodowym tenisistą Andreozzi jest od 2010 roku.
W grze pojedynczej jest zwycięzcą dziewięciu turniejów rangi ATP Challenger Tour. W cyklu ATP Tour wygrał dwa turnieje gry podwójnej.
W rankingu gry pojedynczej najwyżej był na 70. miejscu (28 stycznia 2019), a w klasyfikacji gry podwójnej na 60. pozycji (17 lutego 2025).

### Finały w turniejach ATP Tour
| Legenda                                      |
| -------------------------------------------- |
| Wielki Szlem                                 |
| Igrzyska olimpijskie                         |
| Tennis Masters Cup / ATP Finals              |
| ATP Masters Series / ATP Tour Masters 1000   |
| ATP International Series Gold / ATP Tour 500 |
| ATP International Series / ATP Tour 250      |

#### Gra podwójna (2–0)
| Końcowy wynik | Nr | Data           | Turniej      | Nawierzchnia | Partner                   | Przeciwnicy                  | Wynik finału   |
| ------------- | -- | -------------- | ------------ | ------------ | ------------------------- | ---------------------------- | -------------- |
| Zwycięzca     | 1. | 27 lipca 2024  | Umag         | Ceglana      | Miguel Ángel Reyes-Varela | Manuel Guinard Grégoire Jacq | 6:4, 6:2       |
| Zwycięzca     | 2. | 16 lutego 2025 | Buenos Aires | Ceglana      | Théo Arribagé             | Rafael Matos Marcelo Melo    | 7:5, 4:6, 10–7 |

### Zwycięstwa w turniejach ATP Challenger Tour w grze pojedynczej
| Końcowy wynik | Nr | Data                 | Turniej        | Nawierzchnia | Przeciwnik                  | Wynik finału        |
| ------------- | -- | -------------------- | -------------- | ------------ | --------------------------- | ------------------- |
| Zwycięzca     | 1. | 7 lipca 2012         | Lima           | Ceglana      | Facundo Argüello            | 6:3, 6:7(6), 6:2    |
| Zwycięzca     | 2. | 13 października 2013 | San Juan       | Ceglana      | Diego Schwartzman           | 6:7(4), 7:6(5), 6:0 |
| Zwycięzca     | 3. | 14 lutego 2016       | Santo Domingo  | Ceglana      | Nicolás Kicker              | 6:0, 6:4            |
| Zwycięzca     | 4. | 29 maja 2016         | Vicenza        | Ceglana      | Pere Riba                   | 6:0, krecz          |
| Zwycięzca     | 5. | 3 marca 2018         | Punta del Este | Ceglana      | Simone Bolelli              | 3:6, 6:4, 6:3       |
| Zwycięzca     | 6. | 22 kwietnia 2018     | Tunis          | Ceglana      | Daniel Gimeno-Traver        | 6:2, 3:0 krecz      |
| Zwycięzca     | 7. | 16 września 2018     | Szczecin       | Ceglana      | Alejandro Davidovich Fokina | 6:4, 4:6, 6:3       |
| Zwycięzca     | 8. | 4 listopada 2018     | Guayaquil      | Ceglana      | Pedro Sousa                 | 7:5, 1:6, 6:4       |
| Zwycięzca     | 9. | 27 listopada 2022    | Temuco         | Twarda       | Nicolás Kicker              | 4:6, 6:4, 6:2       |